# Arachnis hampsoni
Arachnis hampsoni là một loài bướm đêm thuộc phân họ Arctiinae, họ Erebidae.